# Łysocina
Łysocina (czes. Lysečina, niem. Kolbenberg, 1189 m n.p.m.) – szczyt w Karkonoszach, w obrębie Grzbietu Lasockiego.
Najwyższy szczyt Lasockiego Grzbietu, położony w jego północnej części. Tworzy masyw wydłużony południkowo. Odchodzi od niego kilka bocznych ramion:
- ku północy ze Średniakiem i Krowińcem,
- ku północnemu wschodowi z Sulicą i odchodzącym od niej na wschód bocznym ramieniem,
- ku wschodowi z Dzwonkówką,
- ku wschodowi z Borową Górą[2], Bielcem i Kluką,
- ku wschodowi ze Średniakiem,
- ku południowi z Albeřickim vrchem,
- ku południowi z Dlouhým hřebenem, Starou horou i Špičákiem,
- ku zachodowi z Kraví horou.

Zbudowany ze skał metamorficznych wschodniej osłony granitu karkonoskiego – głównie łupków łyszczykowych z wkładkami amfibolitów i wapieni krystalicznych (marmurów).
Wierzchołek i stoki porośnięte górnoreglowymi lasami świerkowymi, ostatnio mocno przetrzebionymi.
Grzbietem przechodzi granica państwowa między Polską a Czechami.

## Szlaki turystyczne
Wschodnim zboczem Łysociny przechodzi szlak turystyczny:
- z Lubawki na Przełęcz Okraj.